# Episodi di Room 222 (prima stagione)
La prima stagione della serie televisiva Room 222 è stata trasmessa in anteprima negli Stati Uniti d'America dalla ABC tra il 17 settembre 1969 e il 18 marzo 1970.
| nº | Titolo originale                                | Titolo italiano | Prima TV USA      | Prima TV Italia |
| -- | ----------------------------------------------- | --------------- | ----------------- | --------------- |
| 1  | Richie's Story                                  |                 | 17 settembre 1969 |                 |
| 2  | Naked Came We Into the World                    |                 | 24 settembre 1969 |                 |
| 3  | Funny Boy                                       |                 | 1º ottobre 1969   |                 |
| 4  | The Coat                                        |                 | 8 ottobre 1969    |                 |
| 5  | The Flu                                         |                 | 15 ottobre 1969   |                 |
| 6  | First We'll Eat, Then We'll Strike              |                 | 22 ottobre 1969   |                 |
| 7  | Teacher's Dropping Out                          |                 | 29 ottobre 1969   |                 |
| 8  | Our Teacher Is Obsolete                         |                 | 5 novembre 1969   |                 |
| 9  | Triple Date                                     |                 | 12 novembre 1969  |                 |
| 10 | Fathers and Sons                                |                 | 19 novembre 1969  |                 |
| 11 | Alice in Blunderland                            |                 | 26 novembre 1969  |                 |
| 12 | Clothes Make the Boy                            |                 | 3 dicembre 1969   |                 |
| 13 | Seventeen Going on Twenty-Eight                 |                 | 10 dicembre 1969  |                 |
| 14 | The Exchange Teacher                            |                 | 17 dicembre 1969  |                 |
| 15 | El Genio                                        |                 | 24 dicembre 1969  |                 |
| 16 | Arizona State Loves You                         |                 | 31 dicembre 1969  |                 |
| 17 | Operation Sandpile                              |                 | 7 gennaio 1970    |                 |
| 18 | Play It Loose                                   |                 | 14 gennaio 1970   |                 |
| 19 | Goodbye, Mr. Hip                                |                 | 21 gennaio 1970   |                 |
| 20 | Once Upon a Time There Was Air You Couldn't See |                 | 28 gennaio 1970   |                 |
| 21 | The Whole World Can Hear You                    |                 | 11 febbraio 1970  |                 |
| 22 | Ralph                                           |                 | 18 febbraio 1970  |                 |
| 23 | I Love You Charlie, I Love You Abby             |                 | 25 febbraio 1970  |                 |
| 24 | The New Boy                                     |                 | 4 marzo 1970      |                 |
| 25 | Funny Money                                     |                 | 11 marzo 1970     |                 |
| 26 | Just Between Friends                            |                 | 18 marzo 1970     |                 |